# Croatian Indoors
Lo Croatian Indoors è stato un torneo di tennis di categoria International Series che si disputava a Zagabria in Croazia su campi indoor in cemento.
Nato nel 1996 a Zagabria come tappa del circuito ATP Tour, nel 1998 la terza edizione fu giocata a Spalato.

## Albo d'oro

### Singolare
| Anno | Vincitore            | Finalista      | Punteggio           |
| ---- | -------------------- | -------------- | ------------------- |
| 1998 | Goran Ivanišević (3) | Greg Rusedski  | 7–6(3), 7–6(5)      |
| 1997 | Goran Ivanišević (2) | Greg Rusedski  | 7–6(4), 4–6, 7–6(6) |
| 1996 | Goran Ivanišević (1) | Cédric Pioline | 3–6, 6–3, 6–2       |

### Doppio
| Anno | Vincitori                     | Finalisti                        | Punteggio   |
| ---- | ----------------------------- | -------------------------------- | ----------- |
| 1998 | Martin Damm Jiří Novák        | Fredrik Bergh Patrik Fredriksson | 7–6(3), 6–2 |
| 1997 | Saša Hiršzon Goran Ivanišević | Mark Keil Brent Haygarth         | 6–4, 6–3    |
| 1996 | Libor Pimek Menno Oosting     | Martin Damm Hendrik Jan Davids   | 6–3, 7–6    |